# Județul Vaslui
Județul Vaslui este un județ situat în partea de est a țării, în  regiunea istorică Moldova, România. Este principala poartă de est a României, învecinându-se în acest punct cardinal cu Republica Moldova (Basarabia). Județul face parte din Euroregiunea Siret–Prut–Nistru din 2002 și din Regiunea de dezvoltare Nord-Est. Reședința de județ este municipiul Vaslui.

## Demografie
Componența etnică a județului Vaslui în 2021:
     Români (84,7%)
     Romi (1,41%)
     altă etnie (0,02%)
     etnie necunoscută (13,8%)
La recensământul din 2021, au fost înregistrați 374.700 de locuitori, în scădere față de recensământul din 2011, când fuseseră înregistrați 395.499 locuitori. Scăzând cu 20.799.
În 2021, componența etnică arăta că o majoritate din populație este Română (317.508), o minoritate de Roma (5.267). Pentru 51.711 persoane nu se știe aparența etnică.

## Istorie
Existența celor mai vechi așezări pe teritoriul județului Vaslui este demonstrată de descoperirile arheologice din perioada neolitică, dar primele atestări documentare ale unor localități au apărut în 1375 și în documente interne din 1423. În perioada 1435-1442, Vaslui a fost rezidența Țării de Jos și era considerat a doua citadelă a Moldovei. De Vaslui scrie și Grigore Ureche în Letopisețul său următoarele: „[...] la leatul 6948 dichemvrii 12 zile, iarăși au intrat tătarii în Țara de Jos, de au prădat și au arsu Vasluiul și Bârladul. Iară letopisețul leșesc de acești/tătari ce scrie mai suscă au prădat țara, nimica nu însemnează”.
În 1440, Bogdan al II-lea câștigă în pădurea de la Crasna o importantă bătălie împotriva polonilor, dar eroismul și patriotismul locuitorilor acestor meleaguri a fost dovedit în marea bătălie câștigată de Ștefan cel Mare în 1475 la Podul Înalt, bătălie cunoscută în istorie ca fiind cea mai strălucită victorie din istoria României și cea mai mare victorie europeană împotriva otomanilor până la asediul Vienei. Între secolele XVII - XVIII, mai multe așezări vasluiene au fost prădate și incendiate de invaziile tătare și otomane, unele dintre ele fiind complet distruse cum a fost și cazul actualei reședințe, Vaslui. În secolele care au urmat locuitorii județului au participat activ la bătăliile pentru independență și libertate din 1848, 1858, 1877 și 1918 fiind recunoscuți pentru vitejia și curajul lor, lăsând eroi legendari, precum Peneș Curcanul. În secolul al XX-lea, alături de județul Botoșani, pe teritoriul județului a izbucnit Răscoala țărănească din 1907, care a antrenat mai multe localități printre care Huși, Vaslui, Bârlad, Stănilești, Muntenii de Jos ș.a.
Județul Vaslui, cu reședința la Vaslui, a fost înființat ca unitate administrativ-teritorială sub denumirea de ținut, încă din secolul al XIX-lea și cuprindea o suprafață de 2132 km². În componența sa intrau 3 plăși: Racova, Stemnic și Crasna. Ca semn heraldic avea un scut crenelat, un stup și trei albine. În 1950, a fost înființată regiunea Bârlad cu reședința la Bârlad, iar în perioada 1956 - 1968, Vaslui, Fălciu și Tutova făceau parte din județul Iași. La 17 februarie 1968, a avut loc o împărțire administrativ-teritorială, fiind astfel reînființat județul Vaslui în limitele cunoscute în prezent din fostele județe Vaslui, Tutova (cu reședința la Bârlad) și Fălciu (cu prima reședință la Fălciu, apoi la Huși).

## Stema județului
În ianuarie 2006, în ședință de Guvern a fost aprobată stema actuală a județului Vaslui. Modelul de stemă a fost conceput în 2004 de către un specialist în heraldică de la București care a ales pentru crearea stemei simbolurile istorice ale fostelor ținuturi ale județului: Vaslui, Tutova și Fălciu. (Hotărârea nr. 60 din 19.01.2006 privind aprobarea stemei județului Vaslui)
Stema județului Vaslui, potrivit anexei nr. 1, se compune dintr-un scut triunghiular cu marginile rotunjite, pe fond roșu, despicat în partea superioară, cele trei cartiere fiind delimitate de un firet de aur. În partea superioară, în primul cartier, în dreapta, se află un stup de nuiele, de argint, încadrat de trei albine de aur. În partea superioară, în al doilea cartier, în stânga, se află trei pești suprapuși, de argint, redați spre dreapta. În partea inferioară, în al treilea cartier, în câmp roșu, se află un bour de elan (moldovenesc), de argint, mergând spre dreapta.

## Geografia
Județul este situat pe Râul Bârlad, străbate partea de sud și sud-est a Podișului Central Moldovenesc, iar în partea centrală se întinde pe Colinele Tutovei și Dealurile Fălciului, diviziuni ale Podișului Bârladului — parte a Podișului Moldovei. Face parte din regiunea Nord - Est, în care sunt incluse și județele Bacău, Botoșani, Iași, Neamț și Suceava. Relieful este format din dealuri și văi largi, orientate preponderent nord-sud. Altitudinea maximă: 485 m – Dealul Mângăralei, în nord-vest și 425 m — Dealul Cetățuii, în partea de nord-est. Altitudinea medie este de 250–350 m. Altitudinea minimă este de 10 m în lunca Prutului. Clima este temperat-continentală cu nuanțe excesive, fiind caracterizat prin veri călduroase și secetoase și ierni geroase. Temperaturile sunt cuprinse între 8 °C și 9,8 °C și precipitații relativ reduse. Rețeaua hidrografică este reprezentată în special de cursul mijlociu al râului Bârlad, cu afluenții Vaslui, Crasna, Tutova și Zeletin, iar în partea de sud-est a județului de râul Elan, afluent al Prutului. 
Principalele lacuri: 
- lacuri de luncă: lacul Grosu, lacul Balta Mare, lacul Hârseții;
- lacuri de acumulare: Solești, Cuibul Vulturilor, lacul Mânjești, lacul Tungujei, lacul Căzănești, Râpa Albastră, lacul Pușcași, lacul Vulturești, Poșta Elan;
- iazuri piscicole: Cârja, Negrești, Tăcuta, Genoa.

Din suprafața totală de 533.127 ha (2,3% din suprafața totală a țării), 72,2% este zonă agricolă, 16,4% reprezintă păduri și alte terenuri cu vegetație forestieră și 11,4% alte suprafețe (ape, suprafețe construite, drumuri, căi ferate, etc.).
Localitățile extreme ale județului sunt: Protopopești din comuna Tăcuta la nord, Pochidia din comuna Tutova la sud, Săratu din comuna Stănilești la est și Vladia din comuna Dragomirești la vest.
Județe vecine
- Județul Iași - în partea de nord
- Județul Neamț - în partea de nord-vest
- Județul Galați - în partea de sud
- Județul Vrancea - în partea de sud-vest
- Republica Moldova - în partea de est granița este râul Prut de 171 km.
- Județul Bacău - în partea de vest

### Clima
Temperatura maximă absolută a fost înregistrată la Murgeni la 21 august 1952 de 40,6 °C, iar cea minimă la Negrești la 20 februarie 1954 de -32 °C fapt ce demonstrează, un aspect al continentalismului pronunțat, marcat de o amplitudine termică foarte mare a valorilor extreme, respectiv -72,6 grade C. Precipitațiile au o răspândire teritorială inegală, însemnând cantități mai mari în sectoarele deluroase și de podiș din N și V (circa 600 mm anual) și mai mici în zonele depresionare și de luncă (400–500 mm anual), secetele reprezentând un fenomen frecvent pentru județul Vaslui, perioada în care se înregistrează sub 200 mm anual, așa cum au fost în anii 1896, 1921, 1937, 1945-1946, 1948. Vânturile predominante bat cu o frecvență mai mare dinspre N (19%), NV (17%), S și SE (13,5%) cu viteze medii anuale cuprinse între 1,6 și 6,5 m/s.

### Vegetația
Vegetația include atât elemente specifice pădurilor central-europene (gorun, fag) cât și specii floristice caracteristice stepelor și silvostepelor continentale est-europene. În cadrul județului Vaslui se disting două mari zone de vegetație, una a pădurilor de foioase (în V și NV) și alta de stepă și silvostepă (S și SE). Cu toate că nu dispune de un patrimoniu turistic valoros, județul Vaslui suscită interes prin aspectul peisagist predominant deluros și de podiș, prin existența unor obiective social-istorice și cultural-artistice, prin prezența mai multor rezervații naturale, a podgoriilor.

### Populația
Evoluția populație la recensămintele din anii 1948, 1956, 1966, 1977, 1992 și 2002:
- 1830: |||||||| ▲ 321.936 locuitori
- 1948: ||||||||| ▲ 344.917 locuitori
- 1956: ||||||||||| ▲ 401.626 locuitori
- 1966: |||||||||||| ▲ 431.555 locuitori
- 1977: ||||||||||||| ▲ 437.251 locuitori
- 1992: ||||||||||||||| ▲ 461.374 locuitori
- 2002: |||||||||||||| ▼ 455.049 locuitori
- 2011: |||||||||||||| ▼ 395.499 locuitori

|  | Graficele sunt indisponibile din cauza unor probleme tehnice. Mai multe informații se găsesc la Phabricator și la wiki-ul MediaWiki. |

Date: Recensăminte sau birourile de statistică - grafică realizată de Wikipedia
Evoluția populației pe medii:
- 1830: |||||||| ▲ 58.644 loc. în urban și |||||||||||||||||||| ▲ 263.292 loc. în rural
- 1948: ||||||||| ▲ 59.502 loc. în urban și |||||||||||||||||||| ▲ 285.415 loc. în rural
- 1956: ||||||||||| ▲ 64.945 loc. în urban și ||||||||||||||||||||||| ▲ 336.681 loc. în rural
- 1966: |||||||||||| ▲ 79.735 loc. în urban și |||||||||||||||||||||||| ▲ 351.820 loc. în rural
- 1977: |||||||||||||||| ▲ 124.773 loc. în urban și ||||||||||||||||||||||| ▼ 312.478 loc. în rural
- 1992: ||||||||||||||||| ▲ 200.549 loc. în urban și |||||||||||||||||| ▼ 260.825 loc. în rural
- 2002: |||||||||||||||| ▼ 179.001 loc. în urban si ||||||||||||||||||| ▲ 276.048 loc. în rural.

Structura etnică a populației județului Vaslui la recensământul din anul 2002:
| - Români: 449.796 - Maghiari: 87 - Rromi: 4.873 - Germani: 20 - Ucraineni: 12 - Sârbi: 2 - Turci: 21 | - Tătari: 2 - Slovaci: 1 - Evrei: 33 - Ruși lipoveni: 134 - Bulgari: 1 - Total populație: 455.049 |

Componența etnică a Județului Vaslui
     Români (92,8%)
     Romi (0,7%)
     Necunoscută (6,2%)
     Altă etnie (0,04%)
Structura religioasă a populației județului Vaslui la recensământul din 2002:
- Ortodoxă:                                           440.123
- Romano-Catolică:                             6.607
- Greco-Catolică:         97
- Reformată:                             35
- Evanghelică de confesiune Augustană:                                                                18
- Evanghelică lutherană sinodo-presbiteriană                            9
- Unitariană:                                       12
- Armeană:                                  6
- Creștină de rit vechi:    1.404
- Altă religie:                                      338

## Diviziuni administrative
Județul este format din 86 unități administrativ-teritoriale: 3 municipii, 2 orașe și 81 de comune.
Lista de mai jos conține unitățile administrativ-teritoriale din județul Vaslui.
| Stemă              | Nume               | Tip de localitate            | Populație          | Imagine            |
| Municipii și orașe | Municipii și orașe | Municipii și orașe           | Municipii și orașe | Municipii și orașe |
| ------------------ | ------------------ | ---------------------------- | ------------------ | ------------------ |
|                    | Bârlad             | municipiu                    | 52.475             |                    |
|                    | Huși               | municipiu                    | 25.045             |                    |
|                    | Vaslui             | municipiu reședință de județ | 63.035             |                    |
|                    | Murgeni            | oraș                         | 6.853              |                    |
|                    | Negrești           | oraș                         | 7.530              |                    |
| Comune             |                    |                              |                    |                    |
|                    | Albești            | comună                       | 2.893              |                    |
|                    | Alexandru Vlahuță  | comună                       | 1.550              |                    |
|                    | Arsura             | comună                       | 1.717              |                    |
|                    | Banca              | comună                       | 5.389              |                    |
|                    | Berezeni           | comună                       | 4.780              |                    |
|                    | Blăgești           | comună                       | 1.515              |                    |
|                    | Bogdana            | comună                       | 1.602              |                    |
|                    | Bogdănești         | comună                       | 3.242              |                    |
|                    | Bogdănița          | comună                       | 1.437              |                    |
|                    | Boțești            | comună                       | 2.049              |                    |
|                    | Bunești-Averești   | comună                       | 2.592              |                    |
|                    | Băcani             | comună                       | 2.814              |                    |
|                    | Băcești            | comună                       | 4.107              |                    |
|                    | Bălteni            | comună                       | 1.523              |                    |
|                    | Ciocani            | comună                       | 1.638              |                    |
|                    | Codăești           | comună                       | 4.362              |                    |
|                    | Coroiești          | comună                       | 2.014              |                    |
|                    | Costești           | comună                       | 2.953              |                    |
|                    | Cozmești           | comună                       | 2.202              |                    |
|                    | Crețești           | comună                       | 1.790              |                    |
|                    | Deleni             | comună                       | 2.257              |                    |
|                    | Delești            | comună                       | 2.358              |                    |
|                    | Dimitrie Cantemir  | comună                       | 2.676              |                    |
|                    | Dodești            | comună                       | 1.724              |                    |
|                    | Dragomirești       | comună                       | 4.900              |                    |
|                    | Drânceni           | comună                       | 3.973              |                    |
|                    | Duda-Epureni       | comună                       | 4.397              |                    |
|                    | Dumești            | comună                       | 3.334              |                    |
|                    | Dănești            | comună                       | 2.205              |                    |
|                    | Epureni            | comună                       | 3.081              |                    |
|                    | Ferești            | comună                       | 1.897              |                    |
|                    | Fruntișeni         | comună                       | 1.795              |                    |
|                    | Fălciu             | comună                       | 5.103              |                    |
|                    | Gherghești         | comună                       | 2.595              |                    |
|                    | Grivița            | comună                       | 3.293              |                    |
|                    | Gârceni            | comună                       | 2.443              |                    |
|                    | Găgești            | comună                       | 2.024              |                    |
|                    | Hoceni             | comună                       | 2.794              |                    |
|                    | Iana               | comună                       | 3.870              |                    |
|                    | Ibănești           | comună                       | 1.451              |                    |
|                    | Ivești             | comună                       | 2.409              |                    |
|                    | Ivănești           | comună                       | 4.495              |                    |
|                    | Laza               | comună                       | 3.114              |                    |
|                    | Lipovăț            | comună                       | 3.960              |                    |
|                    | Lunca Banului      | comună                       | 3.501              |                    |
|                    | Miclești           | comună                       | 2.636              |                    |
|                    | Muntenii de Jos    | comună                       | 3.584              |                    |
|                    | Muntenii de Sus    | comună                       | 2.763              |                    |
|                    | Mălușteni          | comună                       | 2.462              |                    |
|                    | Oltenești          | comună                       | 2.515              |                    |
|                    | Oșești             | comună                       | 3.157              |                    |
|                    | Perieni            | comună                       | 3.536              |                    |
|                    | Pochidia           | comună                       | 1.629              |                    |
|                    | Pogana             | comună                       | 2.992              |                    |
|                    | Pogonești          | comună                       | 1.561              |                    |
|                    | Poienești          | comună                       | 2.855              |                    |
|                    | Puiești            | comună                       | 4.661              |                    |
|                    | Pungești           | comună                       | 3.223              |                    |
|                    | Pușcași            | comună                       | 3.328              |                    |
|                    | Pădureni           | comună                       | 4.028              |                    |
|                    | Rafaila            | comună                       | 1.835              |                    |
|                    | Rebricea           | comună                       | 3.451              |                    |
|                    | Roșiești           | comună                       | 3.151              |                    |
|                    | Solești            | comună                       | 3.623              |                    |
|                    | Stănilești         | comună                       | 5.117              |                    |
|                    | Tanacu             | comună                       | 2.040              |                    |
|                    | Todirești          | comună                       | 3.214              |                    |
|                    | Tutova             | comună                       | 3.311              |                    |
|                    | Tăcuta             | comună                       | 3.248              |                    |
|                    | Tătărăni           | comună                       | 2.171              |                    |
|                    | Vetrișoaia         | comună                       | 2.830              |                    |
|                    | Viișoara           | comună                       | 1.909              |                    |
|                    | Vinderei           | comună                       | 4.025              |                    |
|                    | Voinești           | comună                       | 3.757              |                    |
|                    | Vulturești         | comună                       | 2.236              |                    |
|                    | Vutcani            | comună                       | 2.035              |                    |
|                    | Văleni             | comună                       | 4.022              |                    |
|                    | Zorleni            | comună                       | 8.595              |                    |
|                    | Zăpodeni           | comună                       | 3.724              |                    |
|                    | Ștefan cel Mare    | comună                       | 3.160              |                    |
|                    | Șuletea            | comună                       | 2.288              |                    |

## Administrație
Județul Vaslui este administrat de un consiliu județean format din 34 consilieri. În urma alegerilor locale din 2024, consiliul este prezidat de Ciprian-Ionuț Trifan[*] de la PSD, iar componența politică a Consiliului este următoarea:
|  | Partid                          | Consilieri | Componența Consiliului | Componența Consiliului | Componența Consiliului | Componența Consiliului | Componența Consiliului | Componența Consiliului | Componența Consiliului | Componența Consiliului | Componența Consiliului | Componența Consiliului | Componența Consiliului | Componența Consiliului | Componența Consiliului | Componența Consiliului | Componența Consiliului | Componența Consiliului | Componența Consiliului |
|  | ------------------------------- | ---------- | ---------------------- | ---------------------- | ---------------------- | ---------------------- | ---------------------- | ---------------------- | ---------------------- | ---------------------- | ---------------------- | ---------------------- | ---------------------- | ---------------------- | ---------------------- | ---------------------- | ---------------------- | ---------------------- | ---------------------- |
|  | Partidul Social Democrat        | 17         |                        |                        |                        |                        |                        |                        |                        |                        |                        |                        |                        |                        |                        |                        |                        |                        |                        |
|  | Partidul Național Liberal       | 8          |                        |                        |                        |                        |                        |                        |                        |                        |                        |                        |                        |                        |                        |                        |                        |                        |                        |
|  | Alianța pentru Unirea Românilor | 5          |                        |                        |                        |                        |                        |                        |                        |                        |                        |                        |                        |                        |                        |                        |                        |                        |                        |
|  | Alianța Dreapta Unită           | 4          |                        |                        |                        |                        |                        |                        |                        |                        |                        |                        |                        |                        |                        |                        |                        |                        |                        |

## Cultura și educație

### Instituții de învățământ
Sistemul de învățământ din județul Vaslui se desfășoară în toate formele: preșcolar, primar, gimnazial, liceal și universitar. Rețeaua sistemului educațional vasluian cuprinde în componența sa: 
- 21 de grădinițe;
- 76 de școli din învățământul primar și gimnazial;
- 21 de licee și o școală post liceală.

În total, sistemul educațional din județ este format din 119 unități de învățământ, din care 74 unități sunt concentrate în mediul urban (62,2%).

## Cultura

### Biblioteci
- Biblioteca Județeană „Nicolae Milescu Spătarul” Vaslui. Arhivat în 11 mai 2012, la Wayback Machine.
- Biblioteca Casei de Cultură „Constantin Tănase” din Vaslui.
- Biblioteca Municipală Stroe Belloescu din Bârlad.
- Biblioteca orășenească din Huși.
- Biblioteci comunale.
- Biblioteci școlare.

### Cluburi ale elevilor
- Palatul Copiilor Vaslui.
- Clubul copiilor „Spiru Haret” Bârlad

### Formații și ansambluri muzicale
- Fanfara Rotaria
- Fanfara de la Valea Mare
- Corala Fantasia
- Ansamblul Trandafir de la Moldova
- Ansamblul Izvorașul
- Ansamblul Ciobănaș cu trei sute de oi
- Grupul folcloric "Mugurel"

### Teatru și filme
- Teatrul „Victor Ion Popa” din Bârlad.[nefuncțională]
- Teatrul de Vară din Vaslui
- Cinematograful Cityplex Victoria Bârlad
- Cinematograful Cityplex Silver Mall Vaslui

### Muzee
- Sala Arta din Vaslui
- Muzee sătești
- Muzeul Vasile Pârvan din Bârlad Arhivat în 23 aprilie 2016, la Wayback Machine.;
- Muzeul Județean Ștefan cel Mare Arhivat în 14 iunie 2013, la Wayback Machine., Vaslui;
- Casa Personalităților Bârlădene din Bârlad;
- Muzeul Municipal Ștefan cel Mare din Huși;
- Muzeul Viticol din Huși;
- Muzeul Memorial Dimitrie Cantemir din Huși;
- Muzeul Eparhial de Artă Religioasă din Huși;
- Muzeul Sătesc Banca;
- Colecția Eugenia și Costache Burada din Dănești;
- Expoziția Memorială Dimitrie Cantemir din Dimitrie Cantemir;
- Casa Memorială Emil Racoviță din Emil Racoviță;
- Casa Memorială Elena Cuza din Solești;
- Castelul Rosetti-Solescu din Solești.

### Instituții de cultură
- Academia Bârlădeană.
- Casa de Cultură a Sindicatelor „Constantin Tănase” din Vaslui. Arhivat în 22 aprilie 2009, la Wayback Machine.

### Festivaluri, expoziții și evenimente culturale
Lista evenimentelor culturale publicată de Direcția județeana pentru Cultură, Culte și Patrimoniul Cultural Național Vaslui Arhivat în 27 septembrie 2007, la Wayback Machine.
- Festivalul Internațional de umor "Constantin Tănase"
- Târgul meșterilor populari
- Festivalul fanfarelor
- Festivalul "Hora" de la Pădureni
- Festivalul-concurs de muzică ușoară "Constelația necunoscută"
- Outernational Days

## Sport
- Fotbal:
  - FC Bârlad
  - Sporting Club Vaslui
  - FC Vaslui II
  - Fotbal Club Municipal Huși Arhivat în 17 noiembrie 2010, la Wayback Machine.
  - Fortuna Vaslui
- Handbal:
  - Handbal Club Vaslui Arhivat în 11 aprilie 2018, la Wayback Machine.
- Rugby:
  - CS Rulmentul Bârlad
- Gimnastică:
  - CSS Bârlad
- Ju-Jitsu:
  - CS Alone Tiger
  - Wazary Dojo
- Taekwon-do:
  - Clubul sportiv „Liga de Est” - Vaslui
- Lupte libere:
  - Clubul Sportiv „Viitorul” Vaslui Arhivat în 15 iulie 2011, la Wayback Machine.
- Șah:
  - CS Sergentul Vaslui
  - CS Alone Tiger

## Mass-Media
| | |
| Ziare și reviste: - Ziarul Obiectiv - Est News - Vremea Noua - Barlad News - BunaDimineataBarlad - Monitorul de Vaslui - Meridianul de Vaslui - TeSalut Vaslui | Televiziuni: - Vaslui TV - TV TOTAL Vaslui - Tele M Bârlad - Pro Media TV Barlad Posturi de Radio: - Smile FM - Radio Trinitas - Radio V24 - Radio VIPP |

## Turism și agrement
Fără a avea bogăția de obiective turistice care există în alte zone ale țării, acestea nu lipsesc însă din județul Vaslui. Putem spune, însă, că ele nu sunt îndeajuns cunoscute și valorificate. Acest județ este remarcabil prin tezaurele arheologice găsite aici, valorile etnografice și de artă populară, locurile istorice și monumentele care atestă existența milenară a românilor în această zonă, cât și contribuția lor la cultura universală. Castelul Mavrocordat, construit în secolul al XIX-lea, Cetatea lui Ștefan cel Mare, datând din secolul al XV-lea, Biserica Sf. Ioan, de asemenea fondată de Ștefan cel Mare în seculul al XV-lea sunt câteva din numeroasele vestigii istorice și culturale păstrate în județul Vaslui. Este de asemenea demn de menționat faptul că cele mai importante orașe din acest județ, Vaslui și Bârlad, au fost ridicate în secolele al XIV-lea și respectiv al XV-lea. Municipiul Huși, al treilea ca mărime în județ, este faimos în întreaga lume pentru podgoriile și calitatea vinurilor sale. Situându-se într-o zonă deluroasă, cu numeroase păduri și râuri, acest județ este bogat în peisaje frumoase, monumente istorice, atracții turistice care sunt adevărate încântări pentru ochiul și mintea vizitatorului, și o caldă invitație de a veni și a le vizita.

### Alte clădiri și monumente
- Statuia lui Ștefan cel Mare de la Podul Înalt
- Ruinele Curții Domnești a lui Ștefan cel Mare din Vaslui
- Statuia de bronz a lui Ștefan cel Mare din Centrul Civic Vaslui (opera lui Iftimie Bârleanu)
- Mausoleul Peneș Curcanul din Parcul Copou în Vaslui
- Monumentul Independenței din Piața Palatului de Justiție în Vaslui
- Casa memorială Rosseti Solescu unde se află mormântul Elenei Cuza, în Solești.

### Biserici și mănăstiri
- Biserica Sf. Ioan (1490) din Vaslui
- Biserica Domnească, zidită începând cu anul 1634 în timpul domnitorului Vasile Lupu, aflată în Bârlad
- Biserica Sf. Gheorghe zidită în 1843 în Bârlad;
- Biserica zidită de Ștefan cel Mare între 1494 - 1495, și devenită biserică episcopală în 1598 în timpul domniei lui Eremia Movilă, aflată în Huși
- Mânăstirea de la Moreni
- Mânăstirea de la Florești (ridicată în 1652)
- Mânăstirea de la Gârceni
- Mănăstirea Pârvești
- Mânăstirea de la Movila lui Burcel
- Biserica Sf. Nicolae Vaslui
- Mănăstirea Bujoreni
- Mănăstirea Grăjdeni
- Biserica Sf. Constatin și Elena (Mălăiești)

Din patrimoniul județului fac parte și grupa de aproximativ 70 de biserici de lemn, Vasluiul fiind județul cu cel mai mare număr de astfel de construcții din Moldova.

### Parcuri și rezervații naturale
- Grădina Zoologică din Bârlad;
- Rezervația forestieră și botanică Bălteni;
- Rezervația forestieră și botanică Bădeana, comuna Tutova;
- Rezervația forestieră și botanică Seaca-Movileni;
- Rezervația botanică Movila lui Burcel, comuna Miclești;
- Rezervația forestieră și botanică Hârboanca;
- Rezervația botanică Coasta Rupturilor – Tanacu;
- Rezervația botanică Fânațul de la Glodeni - în apropierea localității Glodeni-Negrești;
- Rezervația paleontologică Nisipăria Hulubăț;
- Punct fosilifer Mălușteni, localitatea Mălușteni.

### Obiective turistice
- Podgoria Husi - 1415. Cele mai importante vinuri traditionale produse la Huți sunt: Busuioacă de Bohotin de Husi, Fetească Neagră, Fetească Albă;
- Catedrala Episcopală din Huși;
- Mănăstirea Moreni;
- Mănăstirea Florești din comuna Poienești;
- Lacul de acumulare Solesti;
- Biserica "Tăierea Capului Sfântului Ioan Botezătorul" din Vaslui.

### Turism și agrement
- Centrul de agrement pentru copii și tineret "Poiana Căprioarei"
- Centrul Medical - Salina Sasmedro. Arhivat în 30 august 2011, la Wayback Machine.
- Parcul Copou din Vaslui
- Parcul 1 mai din Huși

### Structuri turistice
Numărul de locuri în structurile de primire turistică existente în 2010 a fost de 773 locuri, iar numărul de înnoptări a fost de 48.803, ceea ce înseamnă că gradul de ocupare în structurile de cazare a fost de 17.29%.

## Infrastructura

### Transport rutier
Teritoriul județului Vaslui însumează 2.173 km de drumuri publice, cu o densitate de 40,9 km la 100 km²:
- 8 trasee de drumuri naționale, din care:
  - 1 traseu de drum european: Drumul European E581 - coridorul paneuropean nr. IX;
  - 1 trasee de drum național principal: DN24;
  - 6 trasee de drumuri naționale secundare: DN2F, DN11A, DN15D, DN24A, DN26 și DN28;
- 52 trasee de drumuri județene;
- 197 trasee de drumuri comunale.

### Transport feroviar
Lungimea totală a căilor ferate din județului Vaslui este de 249 Km de rețea, din care 192 Km de cale ferată simplă și 57 Km de cale ferată dublă, cu o densitate de 46,8 km linie/1000 km² teritoriu. Județul dispunea de o cale ferată industrială electrificată, în prezent fiind dezafectată.
- Linia 600: Făurei - Tecuci - Bârlad - Vaslui - Buhăiești - Iași - Ungheni;
- Linia 603: Bârlad - Fălciu - Fălciu Nord;
- Linia 604: Crasna - Huși;
- Linia 605: Buhăiești - Roman;
- Linia 703: Bârlad - Galați.

### Punctele de control și trecere a frontierei
Pe teritoriul județului Vaslui există 2 puncte de trecere a frontierei cu Republica Moldova:
- Albița (România) / Leușeni (Republica Moldova) - trafic rutier;
- Fălciu (România) / Stoianovca (Republica Moldova) - trafic feroviar (inactiv).

### Rețele de localități conectate la utilități
- Apă - 56 de localități (65,1%);
- Canalizare - 9 localități (10,47);
- Gaz - 6 localități (6,98%);
- Energie termică - 4 localtăți (4,65%);
- Nicio rețea - 27 localități (31,4%).

### Economie
În județul Vaslui jumatate din firme activează în comerț (46,8%), unități industriale (12,2%), sectorul construcțiilor, (10%), firme din domeniul agricol (4,4%).
- Industria componentelor mecanice
- Industria aparatelor de măsură și control
- Industria materialelor abrazive
- Industria producătoare de rulmenți
- Industria chimică
- Industria textilă
- Industria alimentară

Comerțul în jud. Vaslui
Sursa: „Statistici România” App Android

### Evenimente, târguri și expoziții
- Zilele Agriculturii Vasluiene (Expo Zoo). Arhivat în 30 mai 2013, la Wayback Machine.
- Târgul General Vaslui
- Expo Casa Mea
- Infoteck Servicii Financiare

## Personalități
| - Nicolae Milescu Spătarul (1636-1708), cărturar, diplomat - Dimitrie Cantemir (1673-1723), domnul Moldovei - Veniamin Costache (1768-1846) mitropolit al Moldovei, cărturar și traducător - Vasile Sturdza (1810-1870), om politic - Anastasie Fătu (1816-1886), medic, botanist - Alexandru Ioan Cuza (1820-1873), primul domnitor al Principatelor Unite și al statului național România - Manolache Costache Epureanu (1820-1880), om politic - Elena Cuza (1825-1909), soția domnitorului Alexandru Ioan Cuza - Elena Ghica (1828-1888), prima actriță în limba română pe o scenă românească - Teodor Rosetti (1837-1923), om politic - P.P. Carp (1837-1919), om politic - Stroe S. Belloescu (1838-1912), profesor, filantrop - Peneș Curcanul (1854?-1932?) erou al Războiului de Independență - Elena Bibescu (1855-1902), pianistă și filantroapă - Iacov Antonovici (1856-1931), episcop, membru de onoare al Academiei Române - Alexandru Vlahuță (1858-1919), scriitor - Gheorghe Ghibănescu (1864-1936), istoric, filolog - Aglae Pruteanu (1866-1941), actriță - Emil Racoviță (1868-1947), biospeolog - Ernest Juvara (1870-1933), medic - Eugen Bulbuc (1872-1949), muzician - George Tutoveanu (1872-1957), poet - Gheorghe Gh. Mironescu (1874-1949), om politic - Ioan Adam (1875-1911), scriitor - Neculai Costăchescu (1876-1939), chimist, om politic - Gheorghe Tașcă (1875-1951), economist - Elena Farago (1878–1954), scriitoare - Ion Rășcanu (1878-1952), politician și general - Constantin Tănase (1880-1945), actor, cupletist - Gheorghe Cucu (1882-1932), compozitor, dirijor și folclorist - Constantin Bedreag (1883-1965), fizician - Nicolae Malaxa (1884-1965), inginer, industriaș - Vasile Rășcanu (1885-1980), medic, fiziolog, profesor, membru titular al Academiei Române - Mihail D. David (1886-1954), geograf, geolog, profesor, membru corespondent al Academiei Române - Nicolae Tonitza (1886-1940), pictor - Luiza Zavloschi (1887-1967), prima femeie primar din Romania - Gheorghe Negrescu (1887-1977), general, erou aviator din Primul Război Mondial, pionier al aviației române - Constantin Vasiliu-Rășcanu (1887-1980), general - Theodor Râșcanu (1888-1952), scriitor - Adam Bălțatu (1889–1979), pictor - Ștefan Procopiu (1890-1972), fizician - Ion Dimitriu-Bârlad (1890-1964), sculptor - Felix Aderca (1891-1962), poet, prozator - Constantin Motaș (1891-1980), zoolog, biolog, ecolog și hidrobiolog | - Grigore Gafencu (1892 - 1957), om politic, diplomat și ziarist - Grigore T. Popa (1892-1948), medic - Ana Pauker, (1893-1960), politiciană comunistă - Dimitrie Bagdasar (1893-1946), medic - Radu Cernătescu (1894-1958), chimist - Victor Ion Popa (1895-1946), scriitor, publicist - Mihai Ralea (1896-1964), filosof - Alexandru Giugaru (1897-1986), actor - Ioana Zizi Lambrino (1898-1953), membru a familiei regale - Gheorghe Vrănceanu (1900-1979), matematician - Gheorghe Gheorghiu-Dej (1901-1965), om politic - Florica Bagdasar (1901-1978), prima femeie ministru (al sănătății) - Anton Holban (1902—1937), scriitor, romancier și eseist - Gheorghe Focșa (1903-1995), etnolog, folclorist, unul din întemeietorii și director al Muzeului Satului din București - Constantin Cihodaru (1907–1994), istoric - Vasile Vasilache (1907-1944), actor, regizor - Ștefan Ciubotărașu (1910-1970), actor - Eliza Petrăchescu (1911–1977), actriță - Leonid Mămăligă (1921–2001), prozator - Marcel Guguianu (1922-2012), sculptor - Valentin Silvestru (1924-1996), teatrolog, prozator și dramaturg - Constantin Chiriță (1925-1991), scriitor - Cicerone Poghirc (1928-2009), lingvist - Costache Olăreanu (1929-2000), scriitor - Ion Mitican (1931-2012), inginer și scriitor - Bujor Nedelcovici (n. 1936), romancier și eseist - Stelian Baboi (1938-2004), scriitor - Alexandru-Vladimir Ciurea (n. 1940), medic - Ion Iancu Lefter (1940-1990), poet - Cezar Ivănescu (1941-2008), poet - Dan Ravaru (1941–2020), etnograf - Corneliu Bârsan, (n. 1943), jurist - Ion Bîrlădeanu (1946-2021), artist plastic - Ion Enache (1950-2006), poet - Lucian Vasiliu (n. 1954), poet - Mona Pivniceru (n. 1958), jurist - Maria Răducanu (n. 1967), cantautoare - Corneliu Porumboiu (n. 1975), regizor - Ovidiu Tonița (n. 1980), sportiv - Andreea Răducan (n. 1983), sportivă - Alexandra Nechita (n. 1985), pictoriță |